# Bobby Sheehan
Robert Richard „Bobby“ Sheehan (* 11. Januar 1949 in Weymouth, Massachusetts) ist ein ehemaliger US-amerikanischer Eishockeyspieler, der im Verlauf seiner aktiven Karriere zwischen 1968 und 1983 unter anderem 325 Spiele für die Canadiens de Montréal, California Golden Seals, Chicago Black Hawks, Detroit Red Wings, New York Rangers, Colorado Rockies und Los Angeles Kings in der National Hockey League sowie 241 Spiele für die New York Raiders, New York Golden Blades bzw. Jersey Knights, Edmonton Oilers und Indianapolis Racers in der World Hockey Association auf der Position des Centers bestritten hat. Sein Cousin Charlie Coyle ist ebenfalls professioneller Eishockeyspieler.

## Karriere
Sheehan, der in Weymouth im US-Bundesstaat Massachusetts geboren wurde, verbrachte einen Teil seiner Juniorenkarriere zwischen 1966 und 1968 bei den Halifax Junior Canadiens in der kanadischen Juniorenliga Maritime Junior A Hockey League. Von dort wechselte er im Sommer 1968 in die Ontario Hockey Association zu den St. Catharines Black Hawks. Dort erreichte er mit dem Team in der Saison 1968/69 das Finale um den J. Ross Robertson Cup, das an die Canadien junior de Montréal verloren ging. Mit insgesamt 108 Scorerpunkten in 62 Einsätzen hatte der Center daran maßgeblichen Anteil. Im anschließenden Sommer wurde er im NHL Amateur Draft 1969 in der dritten Runde an 32. Stelle von den Canadiens de Montréal aus der National Hockey League ausgewählt und umgehend unter Vertrag genommen.
Nach seinem Wechsel in den Profibereich im Sommer 1969 verbrachte Sheehan die folgenden beiden Spieljahre in Diensten der Canadiens de Montréal in der NHL sowie bei deren Farmteam, den Voyageurs de Montréal, in der American Hockey League. Da es ihm jedoch nicht gelang, die Erwartungen der Canadiens zu erfüllen, verkauften ihn diese im Mai 1971 an den Ligakonkurrenten California Golden Seals. Dort gelang ihm mit 46 Punkten in 78 Saisonspielen der Durchbruch in der NHL. Mit der Gründung der World Hockey Association zur Saison 1972/73 als Konkurrenzliga zur NHL taten sich jedoch neue Möglichkeiten für den US-Amerikaner auf. Nachdem er im Februar 1972 im WHA General Player Draft von den New England Whalers ausgewählt worden war, schloss er sich den New York Raiders in der Premierensaison der Liga an. Zuvor hatte New England seine Transferrechte für ein Erst- und Viertrunden-Wahlrecht im WHA Amateur Draft 1973 eingetauscht. Während seiner Zeit in New York gingen seine NHL-Transferrechte im Dezember 1972 in einem Transfer an die Chicago Black Hawks über. Davon unbeeindruckt sammelte Sheehan in seiner ersten WHA-Spielzeit 88 Punkte. Im folgenden Spieljahr war der Stürmer für das Franchise der New York Golden Blades bzw. Jersey Knights aktiv, das aus den Raiders hervorgegangen war. Durch einen erneuten Wechsel im Tausch für Bob Falkenberg im März 1974 beendete er die Saison bei den Edmonton Oilers in der WHA. Bei den Oilers lief Sheehan auch in der Saison 1974/75 auf.
Im Sommer 1975 zog es den Angreifer zurück in die NHL, wo er fortan für die Chicago Black Hawks auflief, die ihn für eine Spielzeit an sich gebunden hatten. Anschließend wechselte er zur Saison 1976/77 als Free Agent zu den Detroit Red Wings. Nachdem er dort im Saisonverlauf auch wieder parallel in der AHL aufgelaufen war und er sich nicht dauerhaft im Kader Detroits hatte etablieren können, kehrte er erneut in die WHA zurück. Nach einigen Spielen für die Indianapolis Racers wechselte er in die American Hockey League zu den New Haven Nighthawks. Über diese konnte er sich im Oktober 1978 für einen Vertrag bei den New York Rangers aus der NHL empfehlen, wo er – nachdem er die gesamte Saison 1978/79 bei den Nighthawks verbracht hatte und ins AHL Second All-Star Team berufen worden war – im Verlauf der Stanley-Cup-Playoffs 1979 debütierte und die Finalserie erreichte. Die 15 Playoff-Einsätze sollten jedoch seine einzigen für die Rangers bleiben, da er nach dem Spieljahr im Tausch für Dennis Owchar und Larry Skinner an die Colorado Rockies abgegeben wurde.
Diese ließen ihn zunächst weiter in New Haven spielen, aber auch bei den Fort Worth Texans in der Central Hockey League. In den zwei Spieljahren bis zum Sommer 1981 lief er 71-mal für die Rockies in der NHL auf, ehe er im Sommer 1981 als Free Agent zu den Los Angeles Kings wechselte. Diese ließen ihn weiterhin bei den New Haven Nighthawks in der AHL aufs Eis gehen und beriefen ihn lediglich viermal ins NHL-Aufgebot. Seine letzte Profistation waren im Spieljahr 1982/83 die Binghamton Whalers aus der AHL, ehe er im Alter von 34 Jahren seine aktive Karriere im Sommer 1983 für beendet erklärte.

### International
Für sein Heimatland spielte Sheehan bei der Weltmeisterschaft 1981 im schwedischen Göteborg. Dabei sammelte er in acht Turniereinsätzen zwei Scorerpunkte und erreichte mit dem Team den fünften Rang.

## Erfolge und Auszeichnungen
- 1974 Teilnahme am WHA All-Star Game
- 1979 AHL Second All-Star Team

## Karrierestatistik

### International
Vertrat die USA bei:
- Weltmeisterschaft 1981

(Legende zur Spielerstatistik: Sp oder GP = absolvierte Spiele; T oder G = erzielte Tore; V oder A = erzielte Assists; Pkt oder Pts = erzielte Scorerpunkte; SM oder PIM = erhaltene Strafminuten; +/− = Plus/Minus-Bilanz; PP = erzielte Überzahltore; SH = erzielte Unterzahltore; GW = erzielte Siegtore; 1 Play-downs/Relegation; Kursiv: Statistik nicht vollständig)